# Región Superior Este
La región Superior Este (en inglés: Upper East Region) es una de las diez regiones administrativas de Ghana. Limita al norte con Burkina Faso; al este con Togo; al oeste con Alta Occidental; y al sur con Región Norte. La capital de la región es Bolgatanga, nombre acortado a veces a Bolga. 
El clima es muy seco, siendo el terreno principalmente de sabana.

## Distritos con población estimada en septiembre de 2018
- Bawku 116,912
- Bawku Oeste 111,940
- Binduri 73,382
- Bolgatanga 156,678
- Bongo 100,741
- Builsa Norte 67,190
- Builsa Sur 43,534
- Garu Tempane 154,214
- Kasena Nankana Este 130,593
- Kasena Nankana Oeste 84,585
- Nabdam 39,798
- Pusiga 68,406
- Talensi 97,010

## Distritos
- Bawku
- Bawku Oeste
- Binduri
- Bolgatanga
- Bongo
- Builsa Norte
- Builsa Sur
- Garu Tempane
- Kasena Nankana Este
- Kasena Nankana Oeste
- Nabdam
- Pusiga
- Talensi

- Datos: Q712828
- Multimedia: Upper East Region (Ghana) / Q712828